# زرسس لوئی
زرسس لوئی (فرانسوی: Xercès Louis‎؛ ۳۱ اکتبر ۱۹۲۶ – ۱۹۷۸ (۵۱−۵۲ سال)) بازیکن و مربی فوتبال اهل فرانسه بود.
از باشگاه‌هایی که در آن بازی کرده‌است می‌توان به باشگاه فوتبال لانس، باشگاه فوتبال المپیک لیون، و باشگاه فوتبال بوردو اشاره کرد.
وی همچنین در تیم ملی فوتبال فرانسه بازی کرده‌است.